# Tam Địa Môn

Vị trí tại Bình Đông

Tam Địa Môn (tiếng Trung: 三地門鄉; bính âm: Sāndìmén Xiāng) là một hương (xã) của huyện Bình Đông, tỉnh Đài Loan, Trung Hoa Dân Quốc (Đài Loan). Địa hình của hương chủ yếu là đồi núi với độ cao từ 100 đến 2159 mét so với mực nước biển. Khu phong cảnh quốc gia Mậu Lâm nằm trên địa bàn hương đã góp phần thúc đẩy ngành du lịch của địa phương. Tổng diện tích của Tam Môn Địa là 196,3965 km², dân số vào tháng 8 năm 2011 là 7.567 người thuộc 2.214 hộ gia đình, mật độ cư trú đạt 38,5 người.km². Cư dân chủ yếu là thổ dân Đài Loan.